# Soissons
Soissons er en by i departementet Aisne i Frankrig, der ligger ved floden Aisne ca. 100 kilometer nordøst for Paris. Byen er en af landets ældste og var muligvis under navnet Noviodunum hovedstad for en af de belgiske stammer Julius Cæsar besejrede i 57 f.Kr.
- Wikimedia Commons har flere filer relateret til Soissons